# Zwitserleven
Zwitserleven is een merk van de Nederlandse verzekeraar Athora Netherlands. Een ander belangrijk merk dat Athora Netherlands voert, is Reaal.

## Activiteiten en onderdelen
Het kantoor van Zwitserleven is gevestigd in Amstelveen. Het bestaat naast een aantal stafafdelingen uit vier divisies: Marketing & Sales, Operations en Technologie & Implementatie en Financiën. Bij het bedrijf werken rond de 700 mensen. Deze beheren het pensioenkapitaal van 800.000 mensen.

## Geschiedenis
Zwitserleven is ruim honderd jaar actief in Nederland. In 1901 werd Zwitserleven opgericht in Amsterdam als vestiging van het internationaal opererende Zwitserse Rentenanstalt, dat later werd omgedoopt tot Swiss Life. Tot april 2008 maakte Zwitserleven deel uit van Swiss Life, in dat jaar werd het overgenomen door SNS REAAL. Op 1 juli 2014 werden de verzekeringsactiviteiten van SNS REAAL gebundeld in VIVAT dat op 27 juli 2015 onderdeel werd van de Chinese verzekeraar Anbang Insurance Group Co. Ltd. Op 1 april 2020 werden alle aandelen in VIVAT verkocht aan Athora Netherlands Holding Ltd. en is Zwitserleven onderdeel van Athora Netherlands.

## Zwitserleven Gevoel
In 1983 lanceerde Zwitserleven een succesvolle reclamecampagne rondom "Het Zwitserleven Gevoel", een term die bedacht is door reclameman Theo Postma. De campagne liet zien hoe je met een goede pensioenverzekering op latere leeftijd nog volop van het leven kunt genieten. In de campagne speelden verschillende bekende en minder bekende Nederlanders een hoofdrol, onder wie Joop Doderer, Derek de Lint, Kees Brusse, Huub Stapel, Ellen ten Damme, Famke Janssen, Wibi Soerjadi en Chris Zegers.